# 小行星22685
小行星22685（22685 Dominguez）是一颗绕太阳运转的小行星，为主小行星带小行星。该小行星于1998年8月17日发现。

## 轨道参数
小行星22685的轨道半长轴为2.7901628 UA，离心率为0.062。